# Mount Sir Wilfrid Laurier
Mount Sir Wilfrid Laurier är ett berg i Kanada.   Det ligger i provinsen British Columbia, i den centrala delen av landet, 3 300 km väster om huvudstaden Ottawa. Toppen på Mount Sir Wilfrid Laurier är 3 516 meter över havet. Mount Sir Wilfrid Laurier ingår i Cariboo Mountains.
Terrängen runt Mount Sir Wilfrid Laurier är huvudsakligen bergig. Mount Sir Wilfrid Laurier är den högsta punkten i trakten. Trakten runt Mount Sir Wilfrid Laurier är nära nog obefolkad, med mindre än två invånare per kvadratkilometer.. Det finns inga samhällen i närheten. 
Trakten runt Mount Sir Wilfrid Laurier är permanent täckt av is och snö.